# Slavkov u Brna
Slavkov u Brna (německy Austerlitz) je město v okrese Vyškov v Jihomoravském kraji, 20 km východně od Brna na řece Litava. Žije zde přibližně 7 300 obyvatel. Slavkov je známý především bitvou u Slavkova, která se v roce 1805 odehrála několik kilometrů západně od města. Jeho historické jádro je městskou památkovou zónou, přilehlá oblast Slavkovského bojiště je krajinnou památkovou zónou. Jedná se o vinařské město ve vinařské oblasti Morava, podoblasti Velkopavlovické (viniční tratě Vinohrady, Písky). Sousedními obcemi sídla jsou Rousínov, Velešovice, Vážany nad Litavou, Hodějice, Nížkovice, Němčany, Křenovice a Holubice. Je členem svazku Mohyla míru - Austerlitz.

## Název
Původní jméno obce bylo Novosedlice ("nově osídlená ves"). Toto české jméno bylo přejato do němčiny, v níž řadou postupných hláskových změn (v dokladech např. Nouzelicz, Neusserlicz) vznikla podoba Austerlitz, doložená od počátku 17. století (počáteční N- ztraceno ve spojení jména s předložkou in ("v")). V roce 1361 poprvé doloženo nové české jméno Slavkov, které bylo odvozeno od osobního jména Slavek/Slávek, domácké podoby některého jména zakončeného na -slav. Židovský název města v jidiš zní אויסטרליץ.

## Historie

### Středověk
První písemný záznam o městě pochází z roku 1237. Tehdy král Václav I. potvrdil Řádu německých rytířů držbu města Novosedlic a čtyř okolních vsí. Od krále Václava IV. získalo město pečeť a znak, který je nejstarším dochovaným znakovým privilegiem v Česku.
Na počátku 13. století zde vystavěl Řád německých rytířů baštu, jejíž zbytky lze ještě dnes najít v podzemí slavkovského zámku. Po konfiskaci králem Zikmundem Lucemburským počátkem 15. století se město postupně stalo vlastnictvím mnoha šlechticů. V průběhu doby zde nacházeli útočiště i němečtí novokřtěnci – habáni a vznikla zde i početná židovská komunita.
Před městskými hradbami se vyvinula předměstská zástavba, v novověku měl Slavkov čtyři předměstí. Ves Špitálka, podél cesty do Brna, byla do roku 1850 samostatnou obcí.

### Kounicové
V roce 1509 připadlo panství rodu Kouniců, kteří ho pak ovládali po více než 400 let. Nejvýznamnějším vlastníkem Slavkova byl kníže Václav Antonín z Kounic-Rietbergu (1711–1794), který v úřadu dvorního kancléře sloužil rakouské císařovně Marii Terezii i dalším třem jejím následníkům. Další významnou postavou v historii panství byl hrabě Václav Robert z Kounic (1848–1913), švagr skladatele Antonína Dvořáka a studentský mecenáš.

### Napoleonské války
Město získalo mezinárodní věhlas v době války třetí koalice roku 1805, kdy se západně mezi Slavkovem a Brnem odehrála strategicky významná bitva, nazývaná bitvou tří císařů, neboť se v ní utkaly armády tří mocností za osobní účasti jejich panovníků: francouzského císaře Napoleona I., rakouského císaře Františka I. a ruského cara Alexandra I. V komnatách slavkovského zámku po bitvě došlo k podpisu francouzsko-rakouského příměří, které bylo o několik týdnů později v Bratislavě stvrzeno prešpurským mírem, jenž válku ukončil. Napoleon také právě na zámku ve Slavkově vydal tzv. slavkovské prohlášení, v jehož důsledku je střetnutí nazýváno bitvou u Slavkova. Stala se prakticky jeho nejslavnějším vítězstvím, využívaným i k propagandistickým účelům. Francie na památku vítězství pojmenovala po bitvě např. železniční stanici v Paříži Gare d'Austerlitz a také přilehlý most Pont d'Austerlitz a nábřeží Quai d'Austerlitz.

## Obyvatelstvo

### Struktura
Ve městě k počátku roku 2016 žilo celkem 6564 obyvatel. Z nich bylo 3175 mužů a 3389 žen. Průměrný věk obyvatel obce dosahoval 40,9 let. Dle Sčítání lidu, domů a bytů provedeném v roce 2011, kdy ve městě žilo 6207  lidí. Nejvíce z nich bylo (17,6 %) obyvatel ve věku od 30 do 39  let. Děti do 14 let věku tvořily 14,3 % obyvatel a senioři nad 70 let úhrnem 7,2 %. Z celkem 5322  občanů města starších 15 let mělo vzdělání 34,4 % střední vč. vyučení (bez maturity). Počet vysokoškoláků dosahoval 13,2 % a bez vzdělání bylo naopak 0,3 % obyvatel. Z cenzu dále vyplývá, že ve městě žilo 3174 ekonomicky aktivních občanů. Celkem 91,7 % z nich se řadilo mezi zaměstnané, z nichž 70,6 % patřilo mezi zaměstnance, 3,8 % k zaměstnavatelům a zbytek pracoval na vlastní účet. Oproti tomu celých 45,4 % občanů nebylo ekonomicky aktivní (to jsou například nepracující důchodci či žáci, studenti nebo učni) a zbytek svou ekonomickou aktivitu uvést nechtěl. Úhrnem 3109 obyvatel města (což je 50,1 %), se hlásilo k české národnosti. Dále 1482 obyvatel bylo Moravanů a 37 Slováků. Celých 2 550 obyvatel města však svou národnost neuvedlo.
Vývoj počtu obyvatel za celé město i za jeho jednotlivé části uvádí tabulka níže, ve které se zobrazuje i příslušnost jednotlivých částí k městu či následné odtržení.
| Místní části (rok přičlenění k obci) | Místní části (rok přičlenění k obci) | 1869 | 1880 | 1890 | 1900 | 1910 | 1921 | 1930 | 1950 | 1961 | 1970 | 1980 | 1991 | 2001 | 2011 | 2021 |
| ------------------------------------ | ------------------------------------ | ---- | ---- | ---- | ---- | ---- | ---- | ---- | ---- | ---- | ---- | ---- | ---- | ---- | ---- | ---- |
| Počet obyvatel                       | část Slavkov u Brna                  | 3305 | 3010 | 3475 | 2790 | 3474 | 4231 | 4198 | 4445 | 4747 | 5001 | 5609 | 5890 | 5881 | 6207 | 7045 |
| Počet obyvatel                       | část Slavkov Židovská Obec (1919)    | -    | 477  | 444  | 558  | 649  | -    | -    | -    | -    | -    | -    | -    | -    | -    | -    |
| Počet obyvatel                       | celá obec                            | 3305 | 3487 | 3919 | 3703 | 4123 | 4231 | 4231 | 4445 | 4747 | 5001 | 5609 | 5890 | 5881 | 6207 | 7045 |
| Počet domů                           | část Slavkov u Brna                  | 476  | 425  | 448  | 420  | 625  | 614  | 880  | 1067 | 1068 | 1100 | 1101 | 1219 | 1231 | 1363 | 1601 |
| Počet domů                           | část Slavkov Židovská Obec (1919)    | -    | 73   | 79   | 77   | 85   | 87   | -    | -    | -    | -    | -    | -    | -    | -    | -    |
| Počet domů                           | celá obec                            | 476  | 498  | 527  | 568  | 710  | 774  | 774  | 1067 | 1068 | 1100 | 1101 | 1219 | 1231 | 1363 | 1601 |

### Náboženský život
Město je sídlem římskokatolické farnosti Slavkov u Brna. Ta je součástí slavkovského děkanství, tedy Brněnské diecéze v Moravské provincii. Farním kostelem je kostel Vzkříšení Páně. Po faráři Mgr. Milanu Vavrovi, který proslul budovatelskými aktivitami, od roku 2023 farnost vede ICLic. Jiří Janoušek. Místní evangelíci spadají pod Farní sbor Českobratrské církve evangelické v Heršpicích, tvoří tzv. kazatelskou stanici založenou v roce 1911 a scházejí se v malém kostele ve Fügnerově ulici, který byl postaven v letech 1937–1938. Věřící hlásící se k Církvi československé husitské ve Slavkově tvoří samostatnou náboženskou obec patřící do Brněnské diecéze CČSH a využívají budovu (Husův sbor) na rohu Malinovského a Jiráskovy ulice. V roce 1996 ve Slavkově u Brna vznikla Slavkovská iniciativa smíření – mezinárodní centrum usmíření pořádané pod záštitou Ekumenické rady církví a České biskupské konference. Aktivity zde vyvíjí rovněž Brněnská komenda Vojenského a špitálního řádu sv. Lazara Jeruzalémského, jež byla ve Slavkově u Brna ustanovena v roce 2015.
Při censu prováděném v roce 2011 se 1 707 obyvatel města (28 %) označilo za věřící. Z tohoto počtu se 1 238 hlásilo k církvi či náboženské obci, a sice 1 028 obyvatel k římskokatolické církvi (17 % ze všech obyvatel města), dále 7 k pravoslavné, 36 k Církvi československé husitské, 44 k českobratrským evangelíkům a 8 ke Svědkům Jehovovým. Úhrnem 1 950 obyvatel se označilo bez náboženské víry a 2 550 lidí odmítlo na otázku své náboženské víry odpovědět.

## Doprava
Město leží na Vlárské dráze, na které se nachází stejnojmenná stanice. Jádro města obchvatem míjí silnice I/50, jež je součástí evropské silnice E50. Ze Slavkova míří i silnice I/54 směrem na Kyjov a silnice II/416 na Pohořelice.

## Městská správa a politika
Od 1. července 1980 do 23. listopadu 1990 k městu patřily Vážany nad Litavou.

### Zastupitelstvo a starosta
V letech 2006 až 2014 byl starostou Ivan Charvát (ODS). Na ustavujícím zasedání zastupitelstva 6. listopadu 2014 byl do této funkce zvolen Michal Boudný (ČSSD).  Ten byl starostou zvolen opětovně 31. října 2018 a 17. října 2022, v červenci 2025 ze Sociální demokracie vystoupil.

## Společnost

### Sport
Mezi první organizované sporty ve Slavkově patří fotbal. V roce 1921 byl založen Sportovní klub Slavkov (SK Slavkov).

## Pamětihodnosti
- Barokní slavkovský zámek, který má 115 pokojů a impozantní zámecký park ve francouzském i anglickém stylu. Zámek navrhl italský architekt Domenico Martinelli. V Historickém sále zámku bylo po bitvě u Slavkova 6. prosince 1805 podepsáno příměří mezi Rakouskem a Francií. V současné době zde lze navštívit dvě prohlídkové trasy, zámecké podzemí nebo expozici Austerlitz – malé město velkých dějin věnovanou bitvě u Slavkova. Od 1. července 2008 je zámek zapsán mezi národní kulturní památky ČR.
- Pozdně renesanční radnice na náměstí, v pozdější klasicistní úpravě., k ní přiléhající budova někdejšího okresního soudu a barokní měšťanský dům čp. 63
- Kostel Vzkříšení Páně (na severní straně náměstí) je ojedinělou církevní stavbou klasicismu, z doby, kdy císař Josef II. naopak mnohé kostely rušil. Vystavěn byl v letech 1786–1789 vídeňským architektem Johannem Ferdinandem Hetzendorfem.
- Kaple sv. Urbana (na kopci Urban severně od města), byla během slavkovské bitvy poškozena a v letech 1858–1861 přestavěna.
- Židovská čtvrť, z níž zůstala zachována pouze synagoga (postavena v roce 1858). Severně za městem je také židovský hřbitov.
- Zbytky středověkých městských hradeb, zejména v ulicích Lidická a Kollárova
- Neorenesanční Redlichova vila zbudovaná ke konci 19. století pro majitele místního cukrovaru.

## Osobnosti
- František Franc (1897–1942), varhaník, učitel, sbormistr Farní cyrilské jednoty, zakladatel soukromé hudební školy (nynější ZUŠ Fr. France Slavkov u Brna)
- Mirko Hanák (1921–1971), hudební skladatel
- Stanislav Hejduček (1919–2004), operní pěvec, účinkoval v divadlech Košice, Plzeň, Teplice, Ústí nad Labem
- František Hlaváček (1876–1974), politik, slavista a překladatel, legionář, odbojář, politický vězeň
- František Koláček (1851–1913), fyzik, působil na pražské univerzitě
- Jan Koláček (1814–1894),[18] zasloužilý starosta města
- Václav Antonín z Kounic-Rietbergu (1711–1794), kancléř čtyř císařů
- Alois Ličman (1863–1928),[19] autor vlastivědy slavkovského okresu
- Peregrin Obdržálek (1825–1891), katolický kněz, zakladatel knihoven, také autor náboženských děl, satirických děl, humoristických povídek a básní
- Arnold Pavlík (1902–1962), Prof. MUDr., světově uznávaný ortoped, v r. 1950 vynalezl a sám sestrojil třmeny ("Pavlíkovy třmeny") pro léčení kyčelních kloubů (nitrodřeňový hřeb - patent z r. 1959, Ortopedická klinika Lék. fakulty UP Olomouc)
- Jaromír Sedláček (1885–1945), právník a děkan právnické fakulty Masarykovy univerzity
- Emil Strach (1884–1942), zasloužilý občan města, ochránce přírody, zakladatel Slavkovského okrašlovacího spolku
- František Uhlíř (1883–1926), herec, režisér a divadelní ředitel

## Partnerská města
Partnerskými městy Slavkova u Brna jsou:
- Darney, Francie (družební smlouva od r. 1987[21])
- Horn, Rakousko (od r. 1999,[20] smlouva o spolupráci 2001[22])
- Pag, Chorvatsko (memorandum partnerství od r. 2011[20])
- Sławków, Polsko (od r. 1991, družební smlouva 1999[23])
- Zeist, Nizozemsko (od r. 1990[23], partnerská smlouva 1995[20])

Od srpna 2012 do března 2022 také  Možajsk, Rusko.

## Galerie

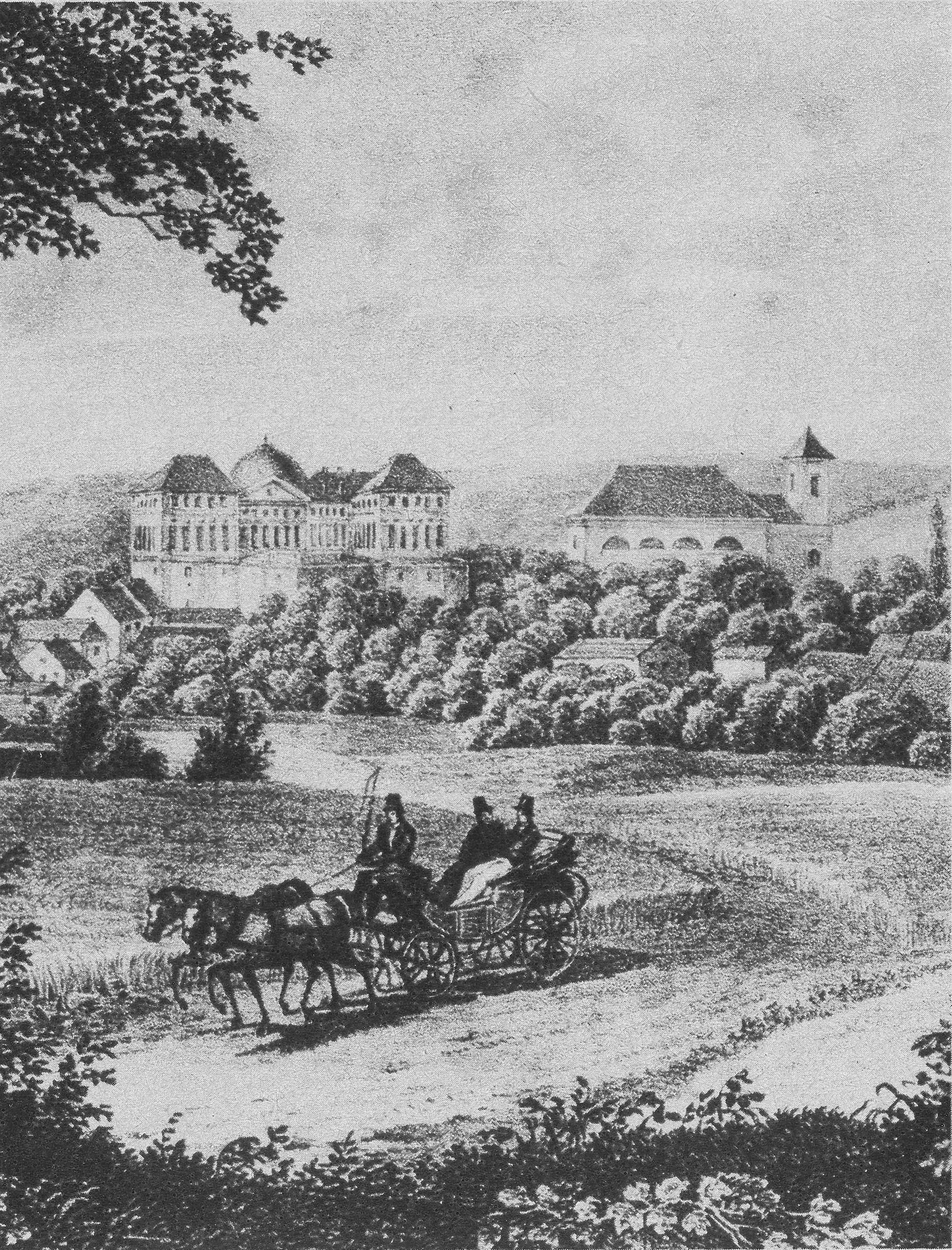
Slavkov v roce 1848
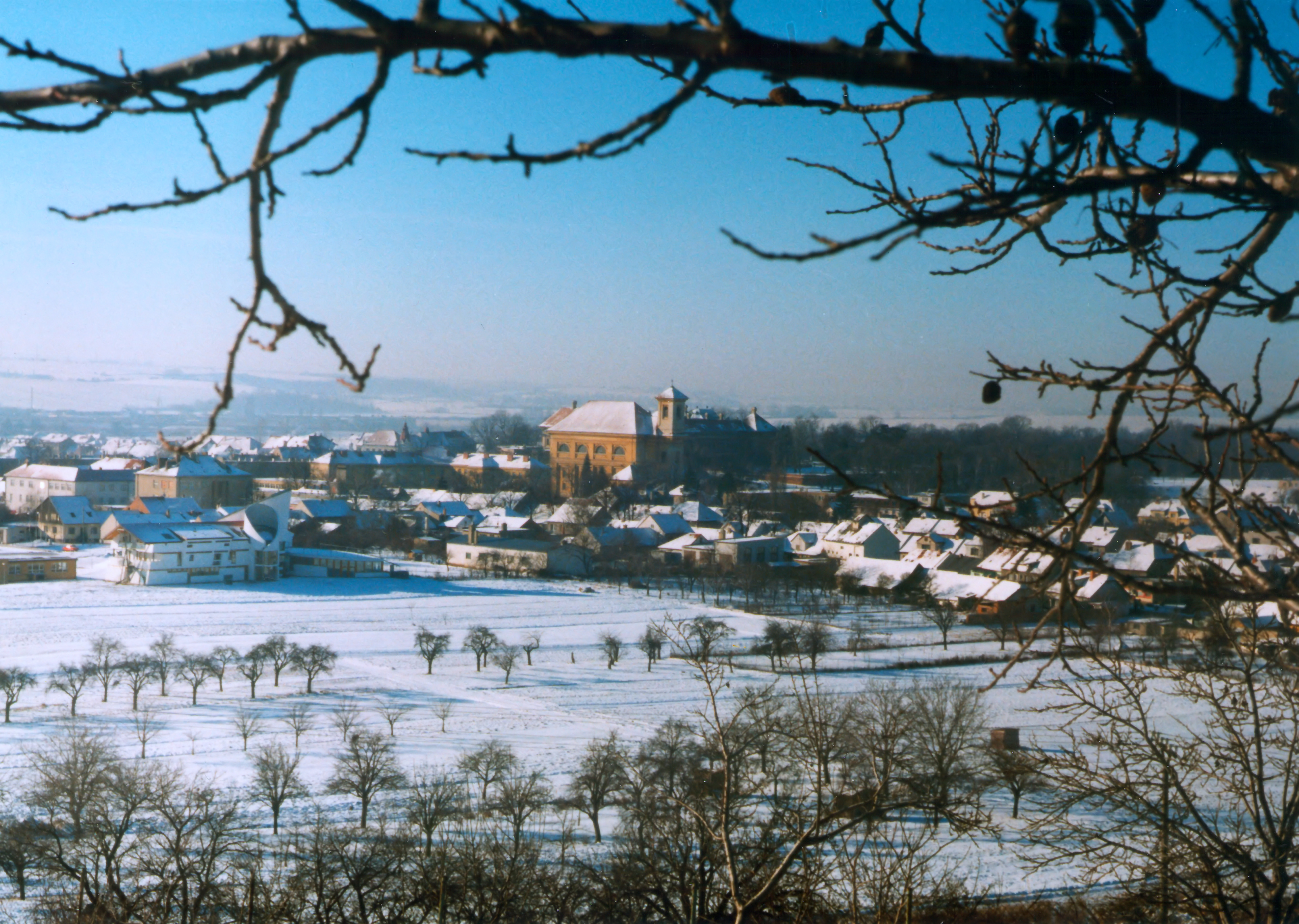
Zimní Slavkov od severozápadu
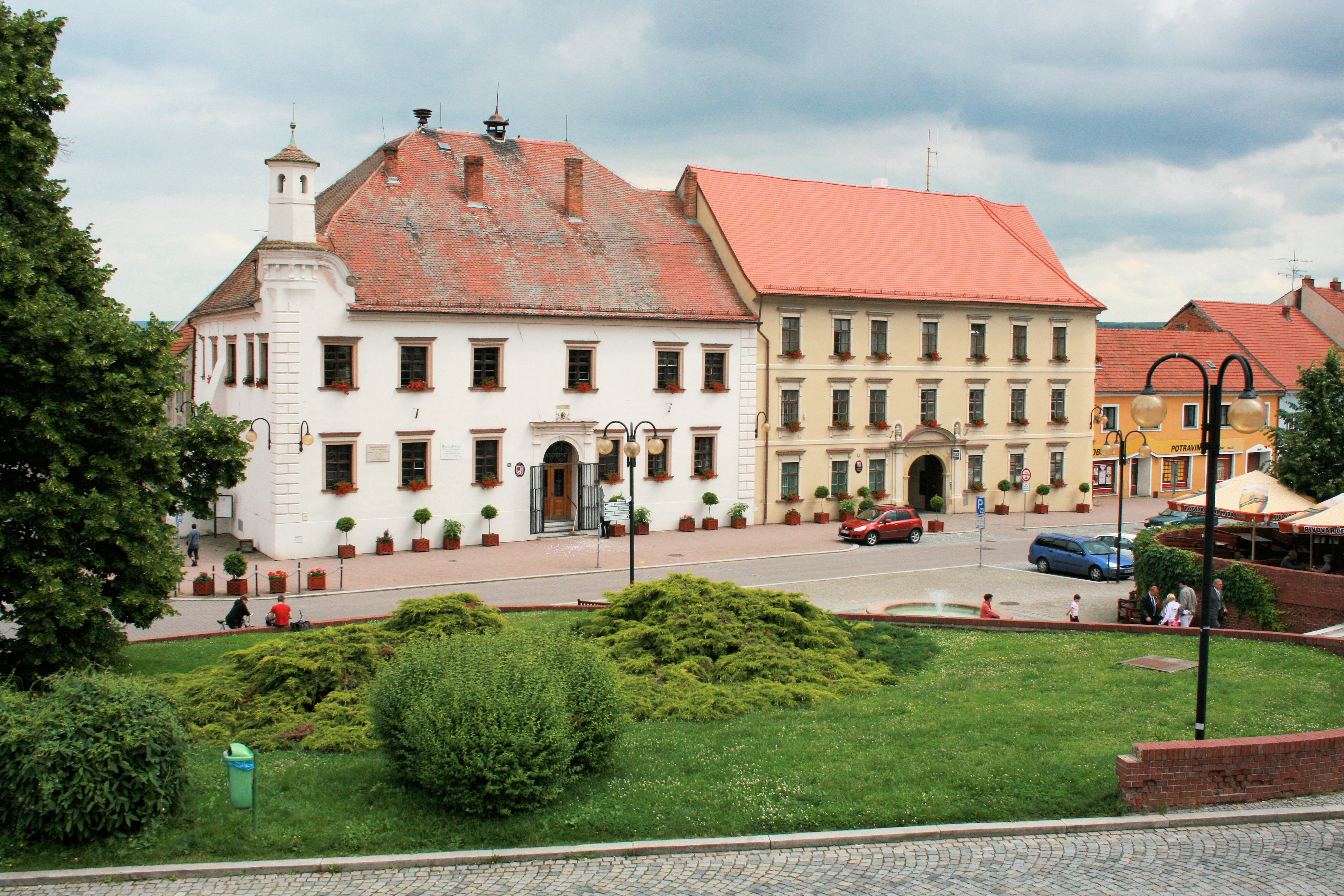
Radnice a policejní stanice na Palackého náměstí
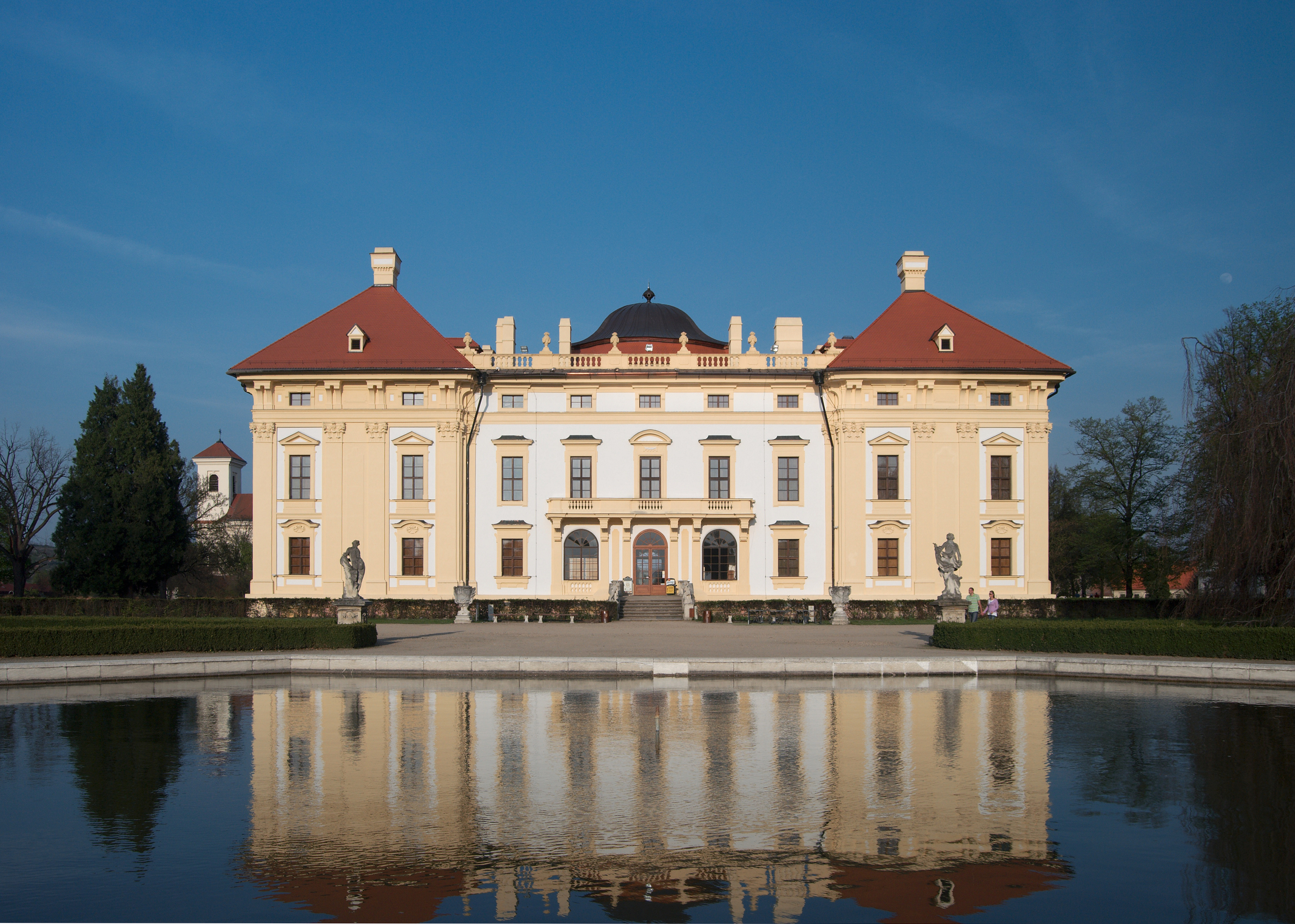
Slavkovský zámek – pohled z parku
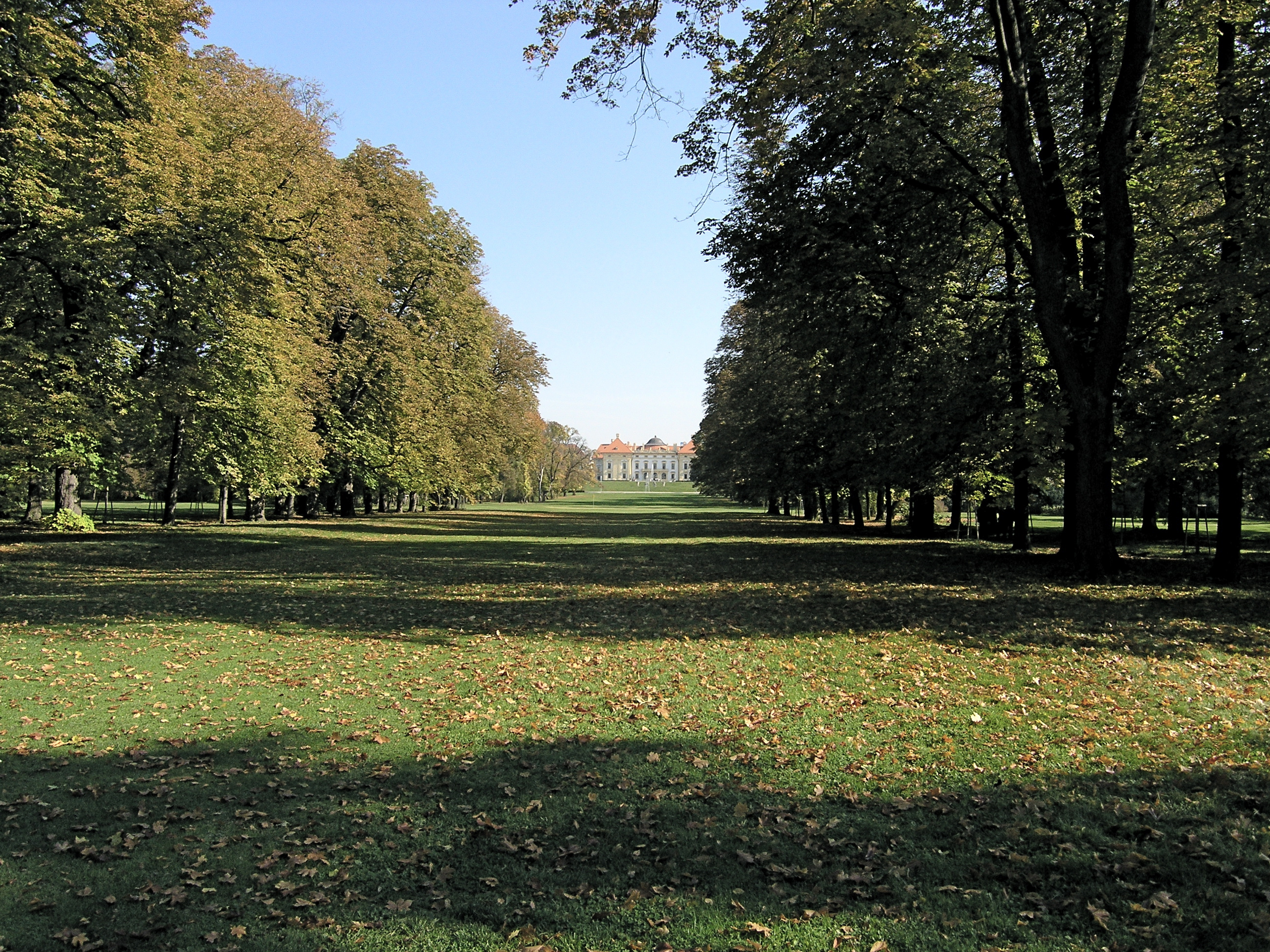
Zámecký park s golfovým hřištěm
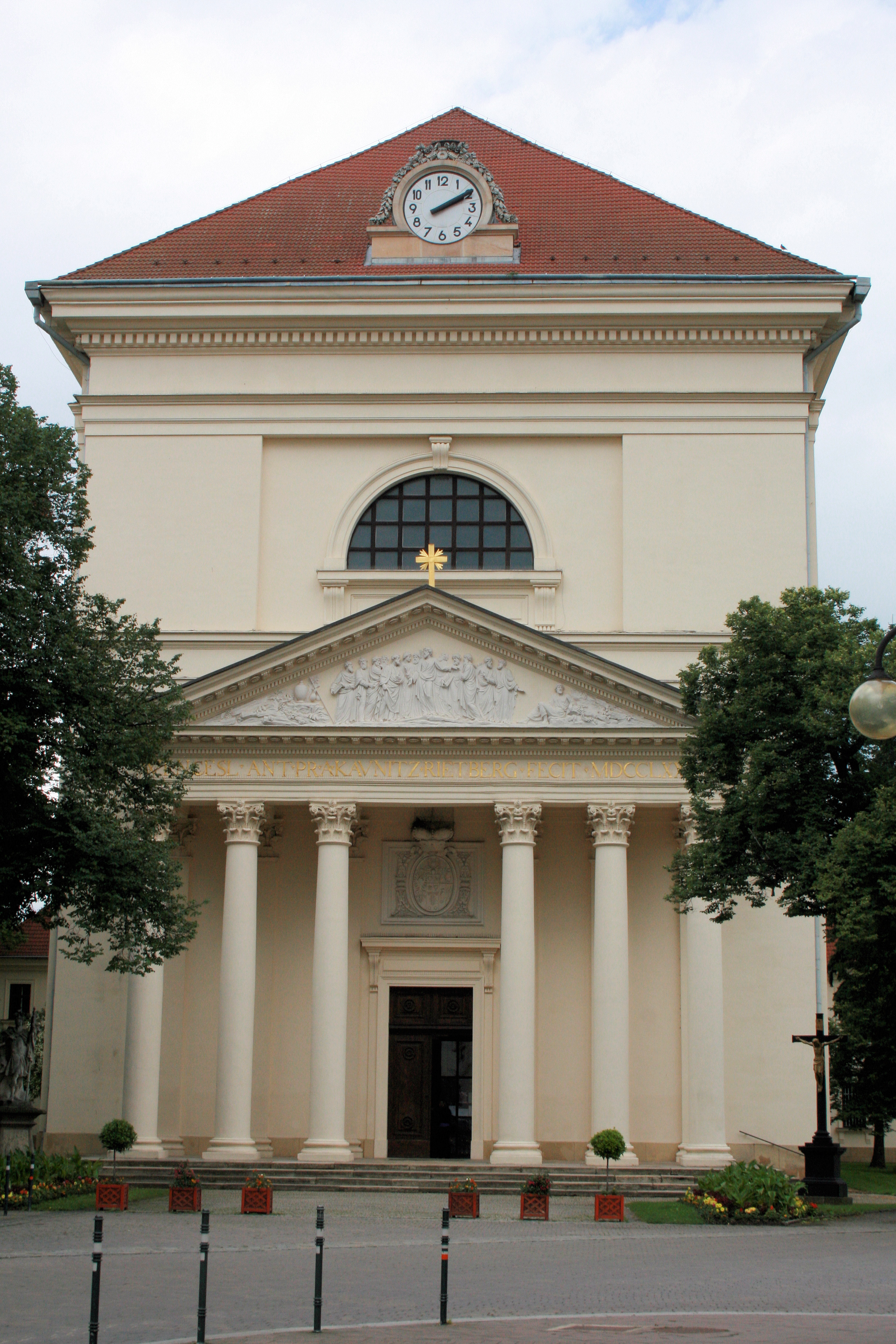
Kostel Vzkříšení Páně
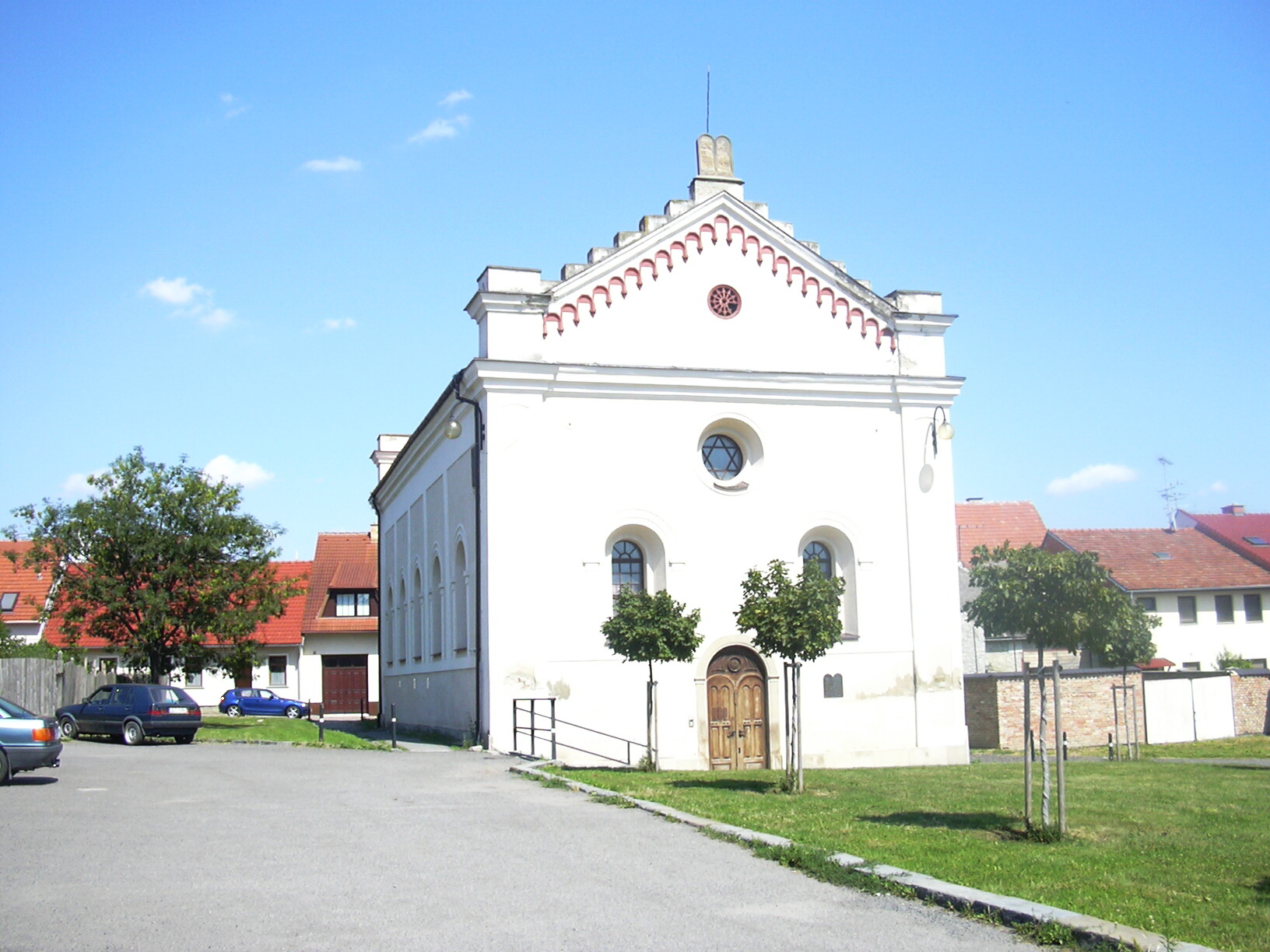
Synagoga ve Slavkově
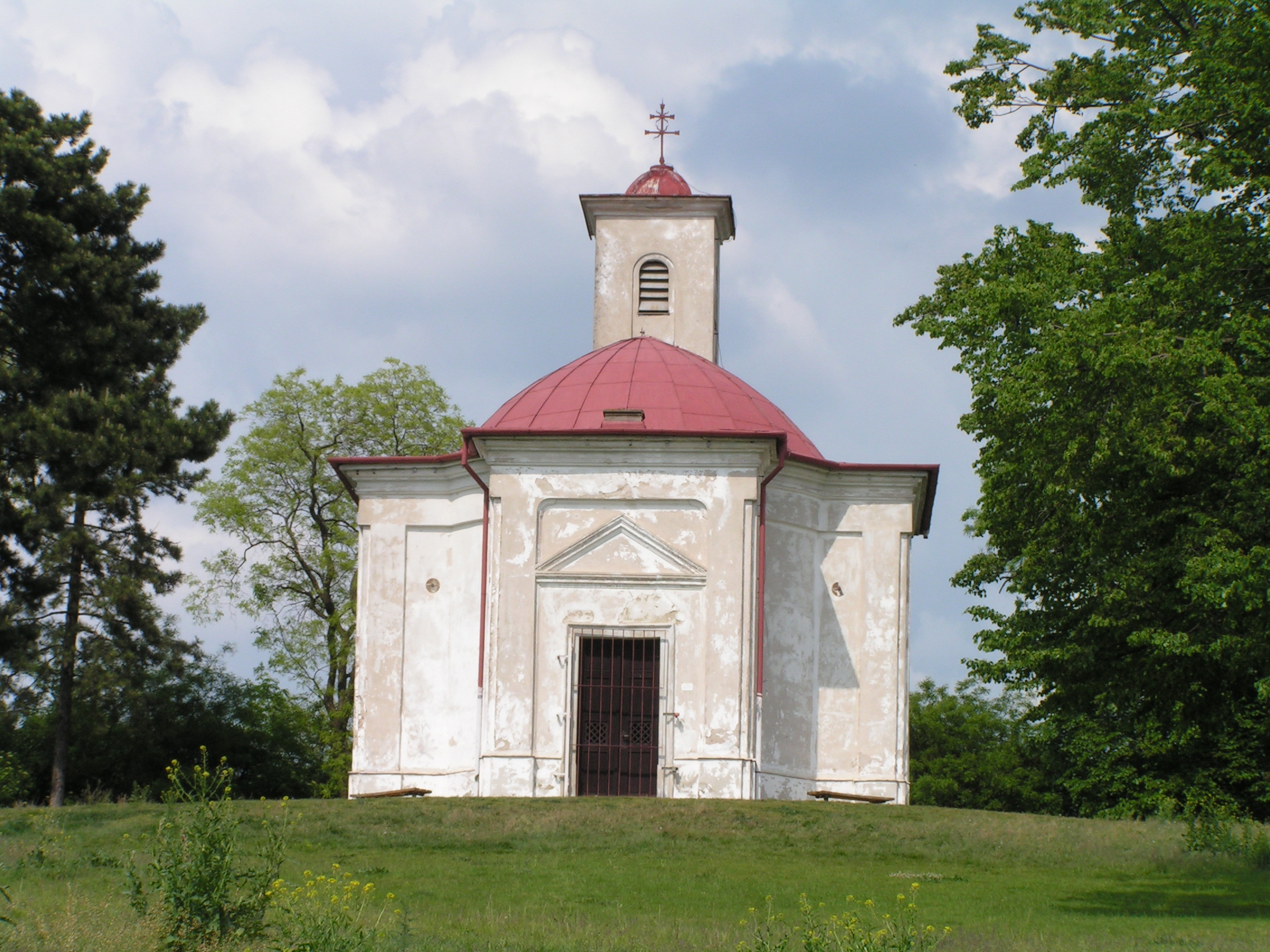
Kaple svatého Urbana
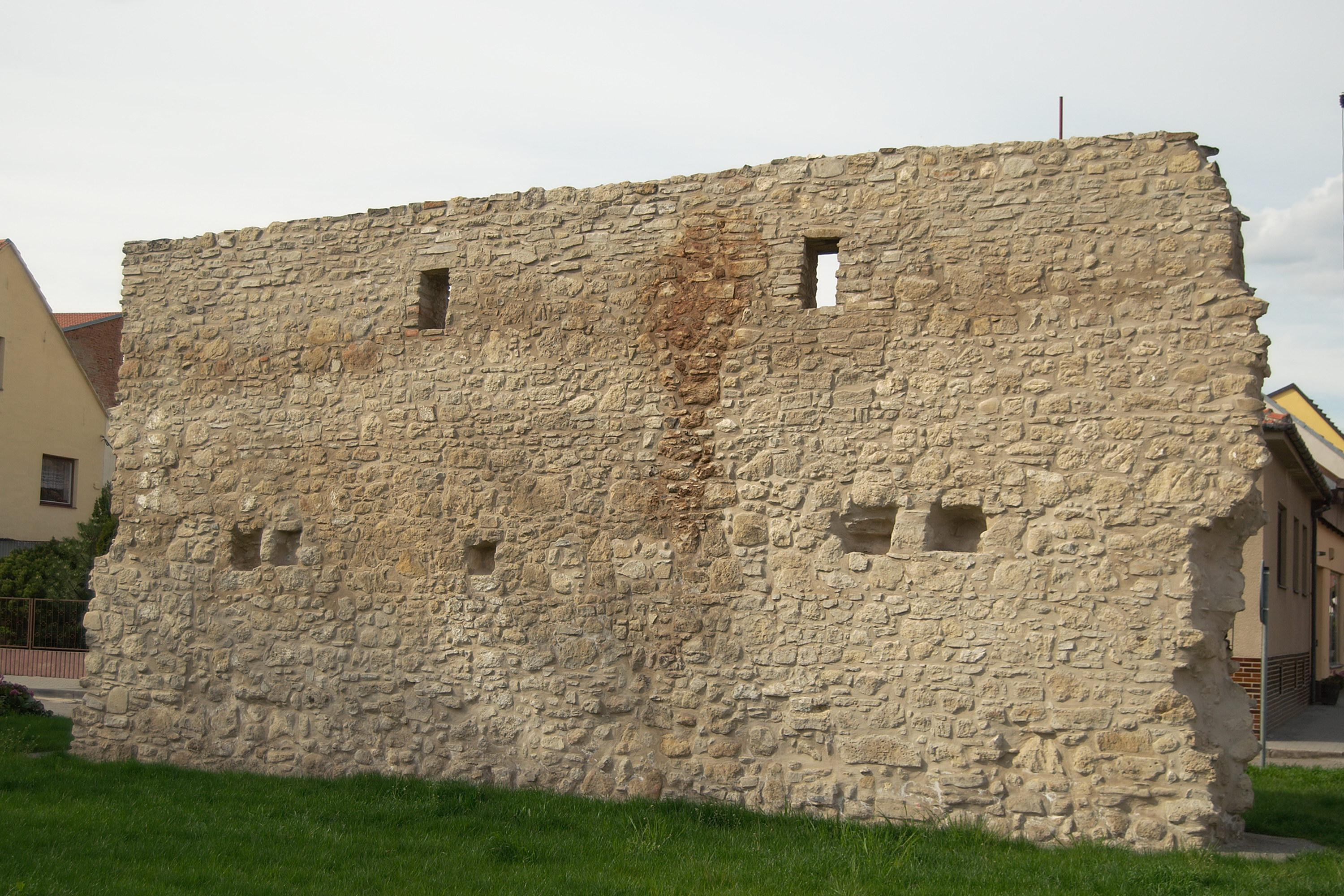
Fragment hradeb v Hradební ulici
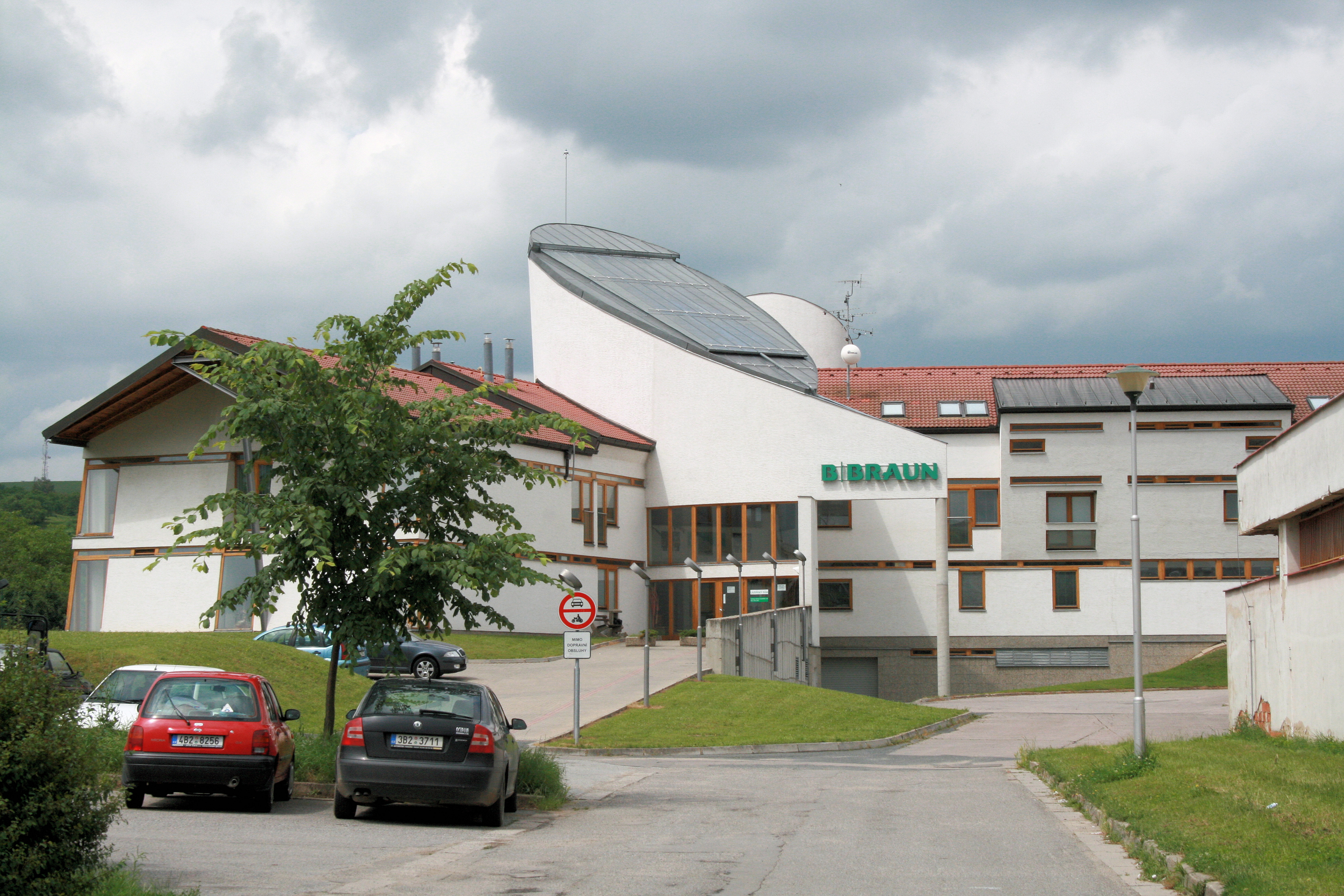
Lázeňský dům